# Henry Cavendish

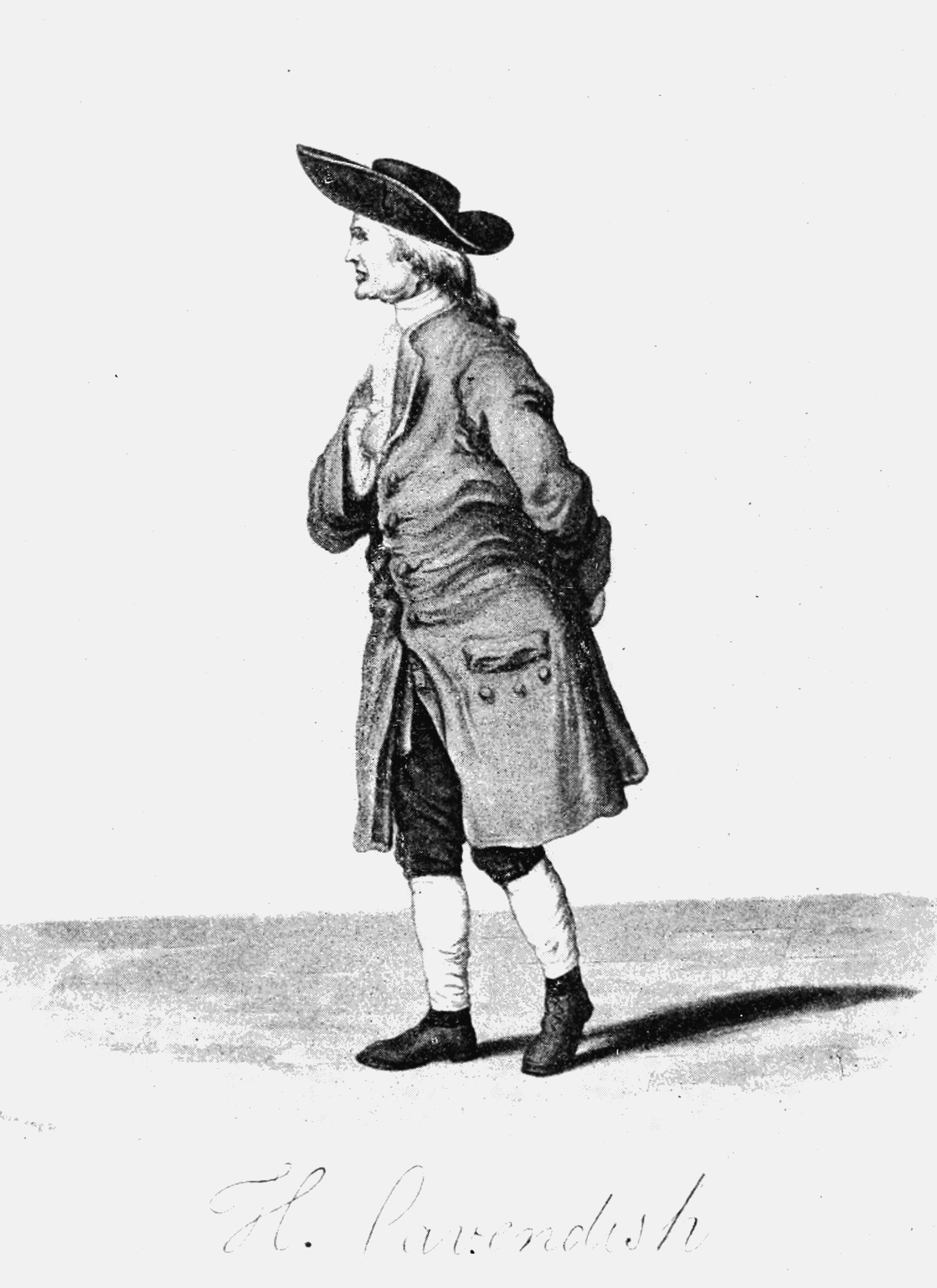
Henry Cavendish, nach William Alexander (um 1800)

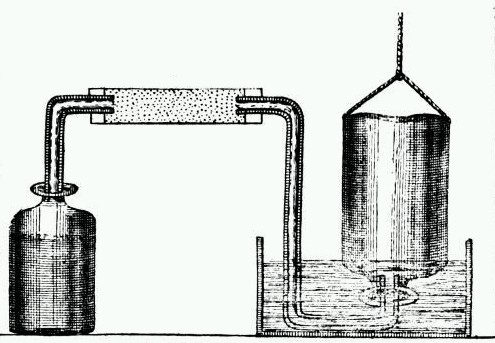
Cavendishs Apparat zum Erzeugen und Sammeln des Wasserstoffs

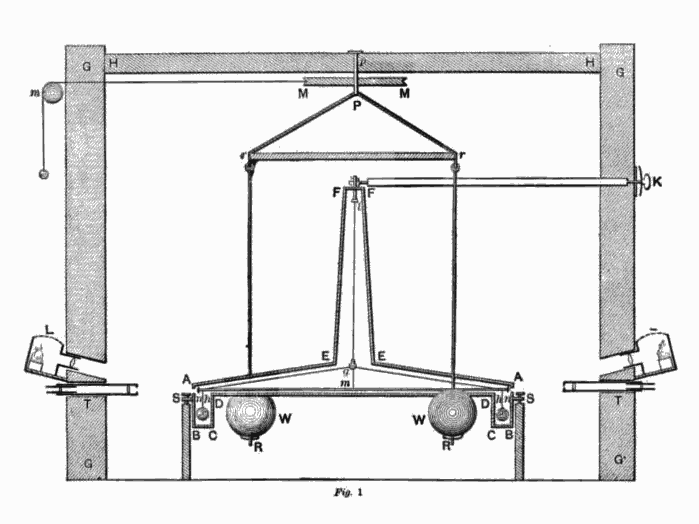
Cavendish-Experiment (1798)

Henry Cavendish (* 10. Oktober 1731 in Nizza; † 24. Februar 1810 in London) war ein britischer Naturphilosoph. Seine bekanntesten Leistungen sind die Entdeckung des Elements Wasserstoff und die erste experimentelle Bestimmung der mittleren Dichte der Erde, die in weiterer Folge die Bestimmung der Gravitationskonstante ermöglichte, sowie die Erkenntnis, dass Luft die Elemente Sauerstoff und Stickstoff in einem konstanten Verhältnis von etwa 1:4 enthält.

## Leben
Cavendish war das erste Kind von Lord Charles Cavendish (1704–1783) und dessen Frau Anne De Grey (1706–1733). Sein Vater war der dritte Sohn von William Cavendish, 2. Duke of Devonshire, seine Mutter die vierte Tochter von Henry Grey, 1. Duke of Kent. Cavendish wurde in Nizza geboren, wo sich seine Mutter aufgrund ihres schlechten Gesundheitszustandes aufhielt. Seine Mutter starb 1733 nach der Geburt seines Bruders Frederick (1733–1812).
Im Alter von elf Jahren war Cavendish ein Schüler der Newcome’s School in Hackney, einer der größten und anerkanntesten Privatschulen des 18. Jahrhunderts. Am 18. Dezember 1749 wurde er Student im Peterhouse College der University of Cambridge, das er am 23. Februar 1753 ohne Abschluss verließ. Seine erste wissenschaftliche Arbeit erschien im Jahre 1766 und trug den Titel Experiments on Factitious Airs („künstliche Luftarten“, also durch chemische Reaktionen dargestellte Gase). Nach einer Reise mit seinem Bruder Frederick durch Europa lebte er zusammen mit seinem Vater bis zu dessen Tod 1783 in Soho. Während dieser Zeit führte er seine elektrischen und die meisten chemischen Forschungen durch. Er begann dabei als Assistent seines Vaters, der selbst wissenschaftliche Experimente durchführte.
Mit 40 Jahren erbte Cavendish ein großes Vermögen, das es ihm ermöglichte, seine wissenschaftlichen Studien weiterzuführen. Nach dem Tod seines Vaters zog er in eine Villa nach Clapham Common, wo er ein großes Experimentierlabor einrichtete. Er besaß aber auch ein Stadthaus im Londoner Stadtteil Bloomsbury und ein weiteres Haus für seine Bibliothek in der Dean Street, Soho. Abgesehen davon änderte sich durch die Erbschaft kaum etwas an seinem bescheidenen Lebensstil.
Einer seiner wichtigsten Mitarbeiter war Charles Blagden, der an einer Vielzahl seiner Experimente beteiligt war.
Cavendish wurde in der Church of All Saints in Derby bestattet. Sein Haupterbe war Lord George Augustus Henry Cavendish (1754–1834). Sein nachgelassenes Vermögen betrug £700.000 mit Einkünften aus Liegenschaften von £8.000 pro Jahr sowie £50.000 bei seiner Bank.

## Werk
Cavendish führte viele Experimente durch, von denen die meisten zu seinen Lebzeiten unveröffentlicht blieben. Während seines ganzen Lebens hat er weniger als 20 Artikel und kein einziges Buch veröffentlicht.
Erst lange nach seinem Tod, gegen Ende des 19. Jahrhunderts, beschäftigte sich James Clerk Maxwell mit den Forschungen Cavendishs und erkannte, dass viele wissenschaftliche Errungenschaften von ihm bereits vorweggenommen worden waren, so zum Beispiel das ohmsche Gesetz, das Dalton-Gesetz, das Gesetz von Gay-Lussac und die Prinzipien der elektrischen Leitfähigkeit. Er gab 1879 die The electrical researches of the honourable Henry Cavendish, F.R.S. heraus.

### Entdeckung des Wasserstoffs und Vertreten der Phlogistontheorie
1766 entdeckte Cavendish ein Gas, das durch Einwirken von Säure auf Metalle entstand, erkannte aber nicht, dass es sich um ein chemisches Element handelt. Er nannte das Gas inflammable air (brennbare Luft) und interpretierte das so, dass die brennbare Luft aus dem Metall entwichen war. Da sie sich in gleicher Weise bei verschiedenen Säuren bildete, identifizierte er sie mit der lang gesuchten hypothetischen Substanz Phlogiston, die beim Brennen aus den Körpern freigesetzt wird. Das testete er dadurch, dass er auch die Kalke, die bei der Verbrennung von Metallen übrigblieben und also kein Phlogiston mehr enthalten sollten, mit Säure behandelte. Dabei bildete sich keine entflammbare Luft. Joseph Priestley stellte außerdem 1782 fest, dass sich Metallkalke durch die brennbare Luft wieder in Metalle zurück verwandelten und die brennbare Luft dabei verschwand. Der nächste Schritt erfolgte, nachdem Cavendish 1781 Priestleys Knallgasversuche wiederholte, bei denen sich ein „Tau“ gebildet hatte. Er fand, dass der „Tau“ reines Wasser war. Somit war Wasser nicht elementar, sondern das langgesuchte zusammengesetzte Oxid der entzündlichen Luft. Es besteht aus der von Cavendish entdeckten brennbaren Luft, die bald Wasserstoff genannt wurde, und dem 1774 von Priestley entdeckten Sauerstoff. Cavendish erkannte zudem die Luft als ein konstantes Gemisch von Sauerstoff und Stickstoff im Verhältnis von etwa 1:4. In der gleichen Zeit untersuchte auch Lavoisier die Verbrennung von Metallen und lehnte dabei die Auffassung von Cavendish ab, dass beim Verbrennen der Metalle ein Stoff entweicht, denn er hielt Metalle für elementar. Um die Entstehung entzündlicher Luft aus Metalllösungen in Säuren erklären zu können, musste er nun annehmen, dass der Wasserstoff aus der Säure stammt. Aber alle seine Versuche, dies experimentell nachzuweisen, schlugen fehl.
In dieser Situation wurde Lavoisier 1783 auf Experimentergebnisse von Cavendish aufmerksam, in denen es darum ging, dass bei der Explosion einer Mischung aus entzündlicher Luft und gewöhnlicher Luft ein ‚Tau‘ entsteht, den Cavendish als Wasser identifizierte. Da er aber nicht immer reines Wasser erhielt, sondern gelegentlich auch Salpetersäure, publizierte er seine Ergebnisse erst 1784. Lavoisier erfuhr von diesen Resultaten schon 1783 und interpretierte diese im Rahmen seiner Auffassung, d. h., er fasste Wasser nicht als elementar auf, sondern als eine zusammengesetzte Substanz und Wasser war das langgesuchte Oxid der entzündlichen Luft. Cavendishs Experimente sind also als Synthese des Wassers aus seinen Bestandteilen zu deuten und so wurde für Lavoisier auch die Erklärung von Cavendishs Experiment zur Wasserstofferzeugung aus Metallen erklärlich: Metall wird durch Einwirkung der Säure oxidiert und der hierfür erforderliche Sauerstoff stammt aus der Spaltung des Wassers. Daher entweicht der dabei freigewordene Wasserstoff entsprechend.
Einerseits zeigten Cavendishs Versuchsreihen zur Deutung der Synthese des Wassers ebenso wie die Experimente von Lavoisier, welch große Bedeutung quantitative Messungen in der Chemie haben. Andererseits können die divergierenden Erklärungen von Cavendish und Lavoisier als Beispiel für die Duhem-Quine-These der Unterbestimmtheit der Theorie durch die Empirie: Aus einer unterstellten theoretischen Annahme werden Konsequenzen abgeleitet, die empirischen Tests zugänglich sind. Aber die messbaren relevanten Größen sind nicht direkt beobachtbar, d. h., man sieht z. B. nicht unmittelbar, ob die Ursache der Gewichtszunahme der Metallkalke die Verbindung mit Sauerstoff oder die Anlagerung von Wasser ist. Die Verknüpfung zwischen theoretischer Annahme und empirischen Ergebnissen ist also keine strikte und enge. Daher gelten auch die beiden unterschiedlichen theoretischen Erklärungen von Cavendish und Lavoisier als Beispiel dafür, dass eine Theorie zwar zu eindeutigen empirischen Konsequenzen führt, aber die empirische Datenlage lässt umgekehrt nicht einen eindeutigen Schluss auf die zu ihrer Erklärung geeignete theoretische Auffassung zu.
Cavendish selbst blieb auch nach seinen Experimenten zur Synthese des Wassers bei der Phlogistonlehre, die er nur neu interpretierte. Nach ihm war das, was Lavoisier für das Element Wasserstoff hielt, an Phlogiston gebundenes Wasser, während er Lavoisiers Sauerstoff für das Wasser hielt, dem Phlogiston entzogen wurde. Bei der Bildung von Wasser aus Wasserstoff und Sauerstoff wäre somit lediglich Phlogiston ausgetauscht worden.

### Bestimmung der Gravitationskraft und der Masse der Erde
Cavendish gelang es 1797 als erstem, in einem Experiment mit zwei Körpern bekannter Masse ihre gegenseitige Anziehung zu beobachten.
Dieses Phänomen war ein Jahrhundert zuvor von Isaac Newton in seinem Gravitationsgesetz zur Erklärung der Planetenbewegung und des Gewichts der Körper auf der Erde postuliert worden. Mittels einer empfindlichen Drehwaage konnte Cavendish nach Abschirmung aller bekannten Störeinflüsse die Kraft nachweisen und vermessen, mit der sich der schwerere Probekörper mit der Masse m1 = 158 kg und der leichtere Probekörper mit der Masse m2 = 0,73 kg anziehen. Das Experiment bestimmte unter Annahme der Richtigkeit des von Newton postulierten Gravitationsgesetzes indirekt die Masse MErde der Erde und damit auch ihre mittlere Dichte. Dazu genügt es anzunehmen, dass die Anziehungskraft zweier kugelförmiger Körper proportional zum Produkt ihrer Massen und umgekehrt proportional zum Quadrat des Abstands ihrer Mittelpunkte ist, so dass das Verhältnis zweier Gravitationskräfte ausschließlich vom Verhältnis der Massen und Abstände abhängt. Im Einzelnen gilt für das Verhältnis der Kraft FProbe, mit der der leichte Probekörper vom schweren angezogen wird, und der Kraft FErde, mit der der leichte Probekörper von der Erde angezogen wird (also seinem Gewicht):
{\displaystyle {\frac {F_{\rm {Probe}}}{F_{\rm {Erde}}}}={\frac {\frac {m_{\rm {1}}\cdot m_{\rm {2}}}{R_{\rm {12}}^{2}}}{\frac {M_{\rm {Erde}}\cdot m_{\rm {2}}}{R_{\rm {Erde}}^{2}}}}={\frac {m_{\rm {1}}\cdot R_{\rm {Erde}}^{2}}{M_{\rm {Erde}}\cdot R_{\rm {12}}^{2}}}\ \ ,}
R12, RErde sind die jeweiligen Abstände. Die Masse m2 des leichten Probekörpers muss dazu gar nicht bekannt sein, denn sie hebt sich heraus. Nach der Messung von FProbe ist MErde die letzte verbleibende Unbekannte und kann einfach bestimmt werden.
Cavendish benutzte eine besonders empfindliche Torsionswaage, die von John Michell kurz vor seinem Tod 1793 konstruiert worden war, so dass dieser selbst keine Messungen mehr damit durchführen konnte. Cavendish betonte, dass Michell die Idee schon vor Coulomb hatte, der 1785 auf die gleiche Weise die elektrostatische Anziehung und Abstoßung untersucht hatte. Für den Nachweis der viel schwächeren Gravitation musste Cavendish die Waage teilweise umbauen, um Störfaktoren auszuschalten, insbesondere den Einfluss geringster Temperaturschwankungen. Er bediente deshalb sein Experiment aus einem anderen Raum und las die Messwerte mit einem Fernrohr ab. Gemessen wurde die Winkel-Auslenkung einer an einem Torsionsfaden aufgehängten Hantel mit zwei Bleikugeln, wenn sie von zwei in unmittelbare Nähe gebrachten größeren Bleikugeln angezogen wurden. Die Rückstellkraft wurde nach dem hookeschen Gesetz proportional zum Auslenkungswinkel angenommen.
Cavendish führte während eines ganzen Jahres sein Experiment 17 mal mit 29 Messungen durch und berücksichtigte auch kleinste denkbare Störungen. Seine Endergebnisse für die „Gravitationskonstante“ weichen um 1,2 Prozent und für die Dichte der Erde um 0,6 Prozent vom heutigen Wert ab. Mit Kenntnis der absoluten Erdmasse konnten aus dem Gravitationsgesetz nun auch die Massen anderer Körper des Sonnensystems bestimmt werden, die wie die Erde von beobachtbaren Begleitern umrundet werden.
Das Experiment von Cavendish gilt als „Klassiker“ in der Geschichte der Physik. Es wird als erste Bestimmung der Gravitationskonstante gewertet, die eine der Fundamentalkonstanten ist. Cavendish selbst lag diese Betrachtungsweise noch fern, selbst der Begriff „Gravitationskonstante“ konnte erst in der zweiten Hälfte des 19. Jahrhunderts auftauchen, nachdem 1873 mit der ersten allgemeinen Definition einer Krafteinheit (Dyn) die begriffliche Voraussetzung dafür geschaffen worden war.

## Ehrungen
Am 1. Mai 1760 wurde Cavendish als Mitglied („Fellow“) in die Royal Society gewählt, die ihm 1766 die Copley-Medaille verlieh. 1760 wurde er Mitglied der Royal Society of Arts und 1773 „Fellow“ der Society of Antiquaries of London. Am 25. Januar 1803 wurde er zum Auslandsmitglied der 1. Klasse des Institut de France gewählt. Im Frühjahr 1809 wurde er Mitglied der 1808 gegründeten Society for the improvement of Animal Chemistry.
Dank einer Spende von £6.300 durch William Cavendish, 7. Duke of Devonshire und Prinzipal der University of Cambridge, wurde 1874 unter dem Namen Cavendish-Laboratorium der Physik-Fachbereich der University of Cambridge eröffnet. Erster Direktor und erster Cavendish-Professor war Maxwell.
Der Mondkrater Cavendish und der Asteroid (12727) Cavendish sind nach ihm benannt. In Norwegen trägt seit 2024 das von Nel ASA ausgegliederte Wasserstoffunternehmen Cavendish Hydrogen seinen Namen.
Am Wohnhaus, Bedford Square 11 in London, befindet sich eine blaue Gedenkplakette, die an ihn erinnert.

## Schriften (Auswahl)
Zeitschriftenbeiträge
- Three papers, containing experiments on factitious air. In: Philosophical Transactions. Band 56, 1766, S. 141–184 (doi:10.1098/rstl.1766.0019, JSTOR:105491).
- Experiments on Rathbone-place water. In: Philosophical Transactions. Band 57, 1767, S. 92–108 (doi:10.1098/rstl.1767.0012, JSTOR:105936).
- An attempt to explain some of the principal phaenomena of electricity, by means of an elastic fluid. In: Philosophical Transactions. Band 61, 1771, S. 584–677 (doi:10.1098/rstl.1771.0056, JSTOR:106125).
- An account of some attempts to imitate the effects of the torpedo by electricity. In: Philosophical Transactions of the Royal Society of London. Band 66, 1776, S. 196–225 (doi:10.1098/rstl.1776.0013, JSTOR:106276).
- An account of the meteorological instruments used at the Royal Society’s house. In: Philosophical Transactions of the Royal Society of London. Band 66, 1776, S. 375–401 (doi:10.1098/rstl.1776.0022, JSTOR:106285).
- An account of a new eudiometer. In: Philosophical Transactions of the Royal Society of London. Band 73, 1783, S. 106–483 (doi:10.1098/rstl.1783.0008, JSTOR:106483).
- Observation on Mr. Hutchins’s experiments for determining the degree of cold at which quicksilver freezes. In: Philosophical Transactions of the Royal Society of London. Band 73, 1783, S. 303–328 (doi:10.1098/rstl.1783.0021, JSTOR:106496).
- Experiments on air. In: Philosophical Transactions of the Royal Society of London. Band 74, 1784, S. 119–153 (doi:10.1098/rstl.1784.0014, JSTOR:106582).
- Answer to Mr. Kirwan's remarks upon the experiments on air. In: Philosophical Transactions of the Royal Society of London. Band 74, 1784, S. 170–177 (doi:10.1098/rstl.1784.0016, JSTOR:106584).
- Experiments on air. In: Philosophical Transactions of the Royal Society of London. Band 75, 1785, S. 372–384 (doi:10.1098/rstl.1785.0023, JSTOR:106766).
- An account of experiments made by Mr. John McNab, at Henley House, Hudson’s Bay, relating to freezing mixtures. In: Philosophical Transactions of the Royal Society of London. Band 76, 1786, S. 241–272 (doi:10.1098/rstl.1786.0013, JSTOR:106625).
- An account of experiments made by Mr. John McNab, at Albany Fort, Hudson’s Bay, relative to the freezing of nitrous and vitriolic acids. In: Philosophical Transactions of the Royal Society of London. Band 78, 1788, S. 166–181 (doi:10.1098/rstl.1788.0014, JSTOR:106655).
- On the conversion of a mixture of dephlogisticated and phlogisticated air into nitrous acid, by the electric spark. In: Philosophical Transactions of the Royal Society of London. Band 78, 1788, S. 261–276 (doi:10.1098/rstl.1788.0019, JSTOR:106660).
- On the civil tear of the Hindoos, and its divisions; with an account of three Hindoo almanacs belonging to Charles Wilkins, Esq. In: Philosophical Transactions of the Royal Society of London. Band 82, 1792, S. 221–231 (doi:10.1098/rstl.1792.0024, JSTOR:106795).
- On the height of the luminous arch which was seen on Feb. 23, 1784. In: Philosophical Transactions of the Royal Society of London. Band 80, 1790, S. 101–105 (doi:10.1098/rstl.1790.0013, JSTOR:106832).
- Recherches sur les principaux problemes de l’astronomie nautique. In: Philosophical Transactions of the Royal Society of London. Band 87, 1797, S. 43–122 (doi:10.1098/rstl.1797.0004, JSTOR:106918) – darin Ausschnitt eines Briefes von Cavendish an Josef de Mendoza y Ríos (1761–1816)
- Experiments to determine the density of the earth. In: Philosophical Transactions of the Royal Society of London. Band 88, 1798, S. 469–526 (doi:10.1098/rstl.1798.0022, JSTOR:106988).
  - Versuche, um die Dichtigkeit der Erde zu bestimmen. In: Annalen der Physik. Band 2, Nr. 1, Renger, Halle 1799, S. 1–62 (Digitalisat, doi:10.1002/andp.17990020102).
  - Experimente zur Bestimmung der Dichte der Erde. Ins Deutsche übersetzt von Jochen Sicars (PDF).
- On an improvement in the manner of dividing astronomical instruments. In: Philosophical Transactions of the Royal Society of London. Band 99, 1809, S. 221–231 (doi:10.1098/rstl.1809.0015, JSTOR:107262).

Postum
- J. Clerk Maxwell (Hrsg.): The electrical researches of the honourable Henry Cavendish, F.R.S. Written between 1771 and 1781, edited from the original manuscripts in the possession of the Duke of Devonshire, K.G. University Press, Cambridge 1879 (Digitalisat).
  - 2., überarbeitete Auflage, University Press, Cambridge 1921 (Digitalisat) – herausgegeben von Joseph Larmor.
- Edward Thorpe (Hrsg.): The scientific papers of the honourable Henry Cavendish, F.R.S.: Chemical and dynamical. University Press, Cambridge 1921 (Digitalisat).